# Урс I (епископ Неаполя)
Урс I (Орсо I; лат. Ursus I, итал. Orso I; IV—V века) — епископ Неаполя в начале V века.

## Биография
Основной исторический источник об Урсе I — написанная на рубеже VIII—IX веков анонимным автором первая часть «Деяний неаполитанских епископов».
О происхождении и ранних годах жизни Урса I сведений не сохранилось. После смерти скончавшегося 29 апреля 400 или 409 года святого Севера он взошёл на епископскую кафедру Неаполя. В хронике Ахелия упоминается, что Урс I был изгнан из города своими недоброжелателями из числа ариан, и жители Неаполя некоторое время оставалась без епископского окормления. В «Деяниях неаполитанских епископов» об Урсе I сообщается только то, что он скончался через четыре года после получения сана. Первоначально епископ был похоронен в находившихся вне города катакомбах Святого Януария, но в IX веке при Иоанне IV Книжнике его останки были перенесены в базилику Святой Реституты, бывшую тогда кафедральным собором Неаполя. Здесь место его погребения отмечено мраморной протомой. Следующим главой Неаполитанской епархии был святой Иоанн I.
Уже вскоре после смерти Урс I стал почитаться неаполитанцами как святой. Об этом свидетельствует упоминание его имени в мартирологе IX века, автор которого использовал для его составления более ранние церковные источники. День памяти святого епископа Урса отмечался 21 февраля, но в настоящее время его поминовение в Неаполитанской архиепархии не производится.